# Stephan Engels
Stephan Engels (Niederkassel, 6 de setembro de 1960) é um ex-futebolista profissional e treinador alemão que atuava como meia.

## Carreira
Stephan Engels fez parte do elenco da Seleção Alemã de Futebol, da Copa de 1982.